# Deuxième circonscription de Wolisso
La deuxième circonscription de Wolisso est une des 177 circonscriptions législatives de l'État fédéré Oromia, elle se situe dans la Zone Sud-ouest Shoa. Son représentant actuel est Girma Biru Geda.